# 肉亭夏良
肉亭 夏良（にくてい かりょう、生没年不詳）は、明治時代の浮世絵師。小林清親の別号とされる。

## 来歴
肉亭 夏良と号し、「親」という印を使用している。明治7年（1874年）に子供を題材にした錦絵などを残している。肉亭夏良は清親が本名を記名する前の、画業の始期における仮号とされる。

## 作品
- 「サンフランシスコ之産 支那人アキン持渡 大蛇之図」 大判2枚続 明治6年頃 大坂屋良七版[7]
- 「白虎隊英勇鑑」 大判3枚続 明治7年 辻岡文助版
- 「訓童小学校教導之図」 大判3枚続 明治7年 伊勢屋利兵衛版

## ギャラリー

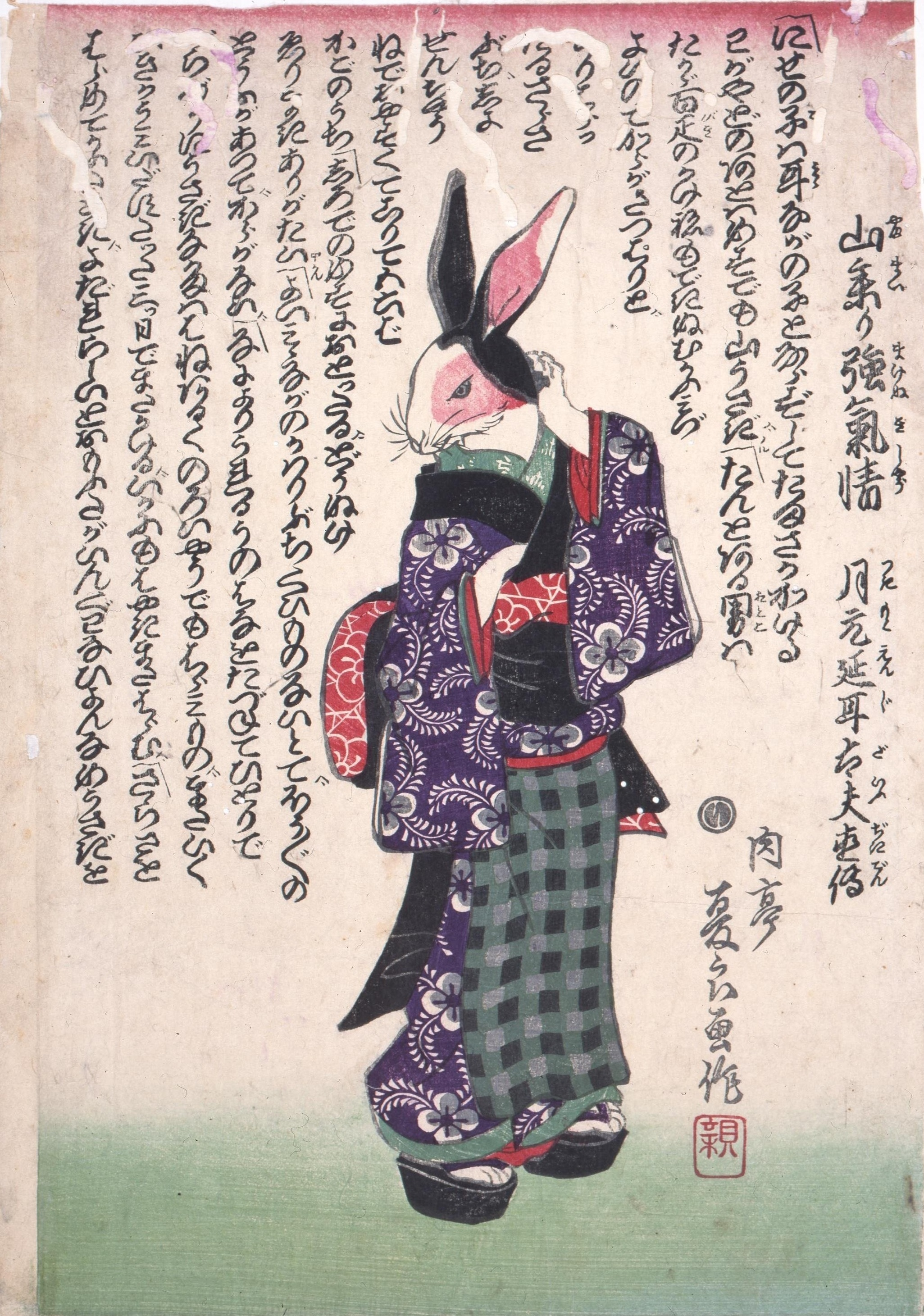
「山参り強（まけぬ）氣情」 (明治6年)
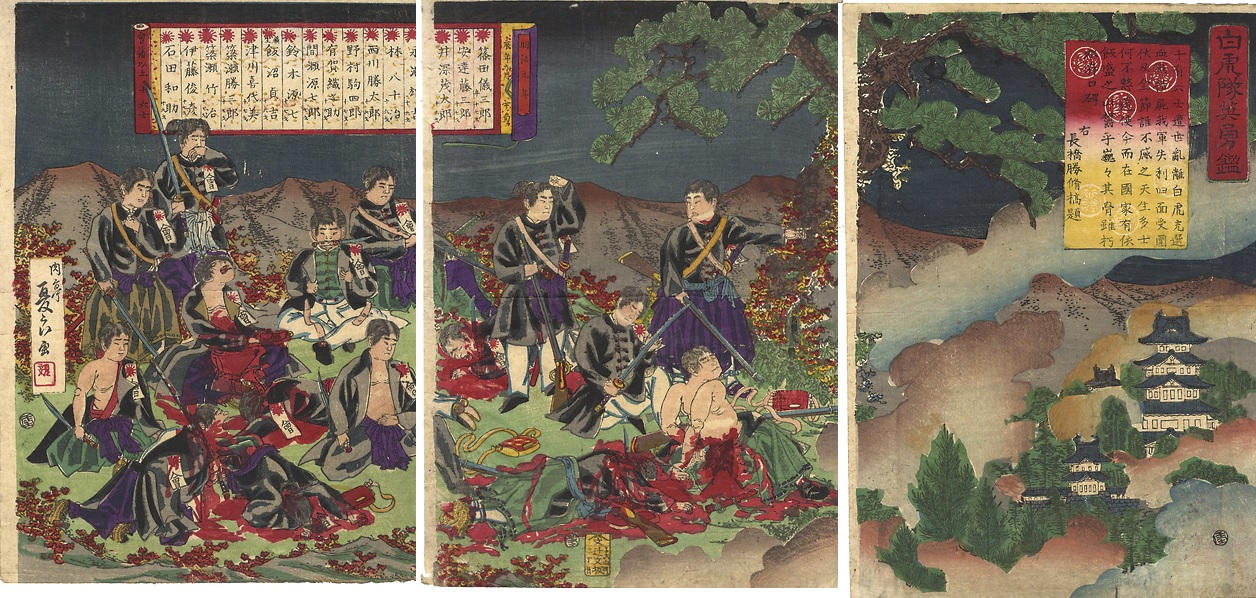
「白虎隊英勇鑑」 (明治7年)
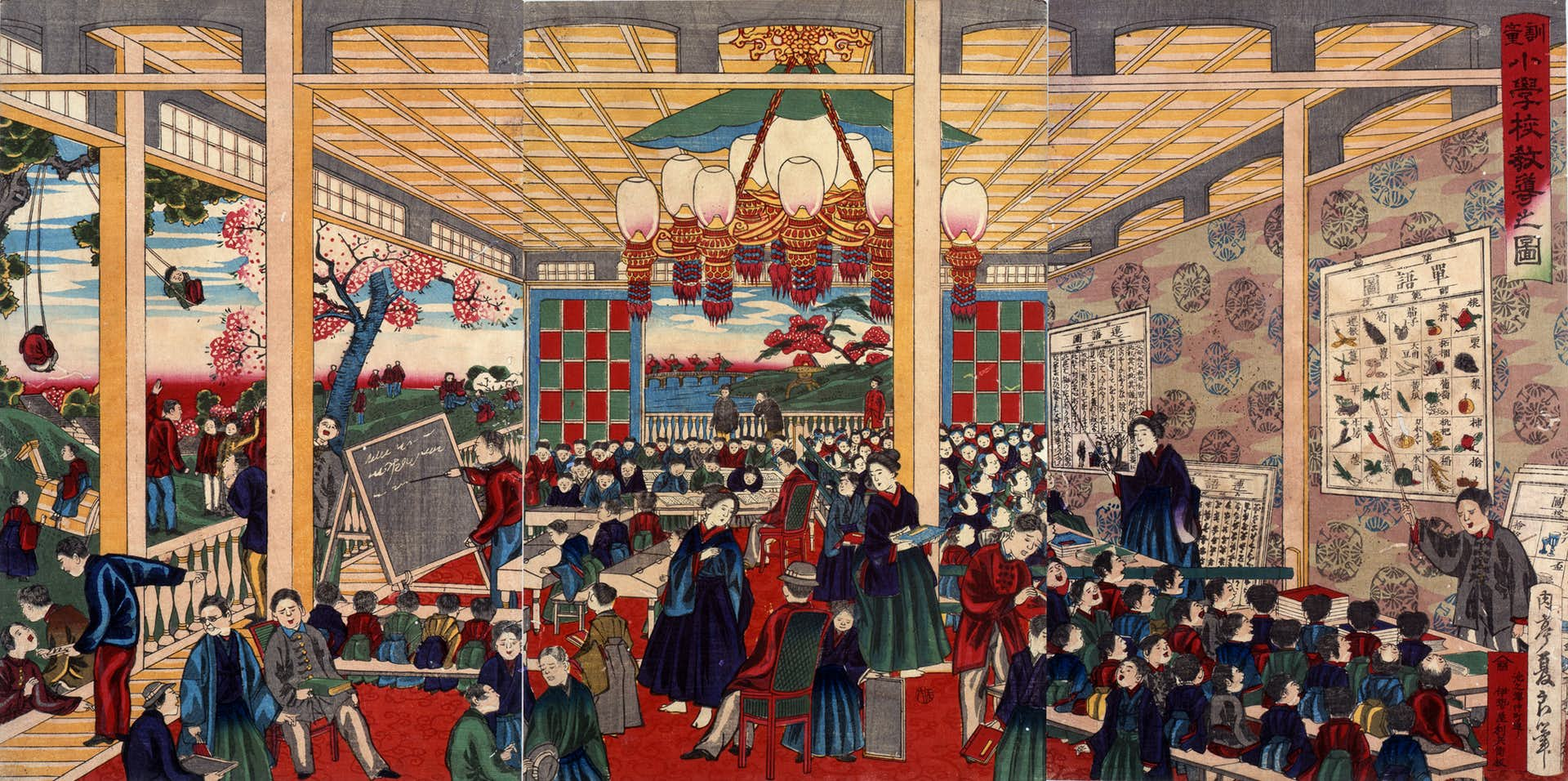
「訓童 小學校教導之圖」 (明治7年)
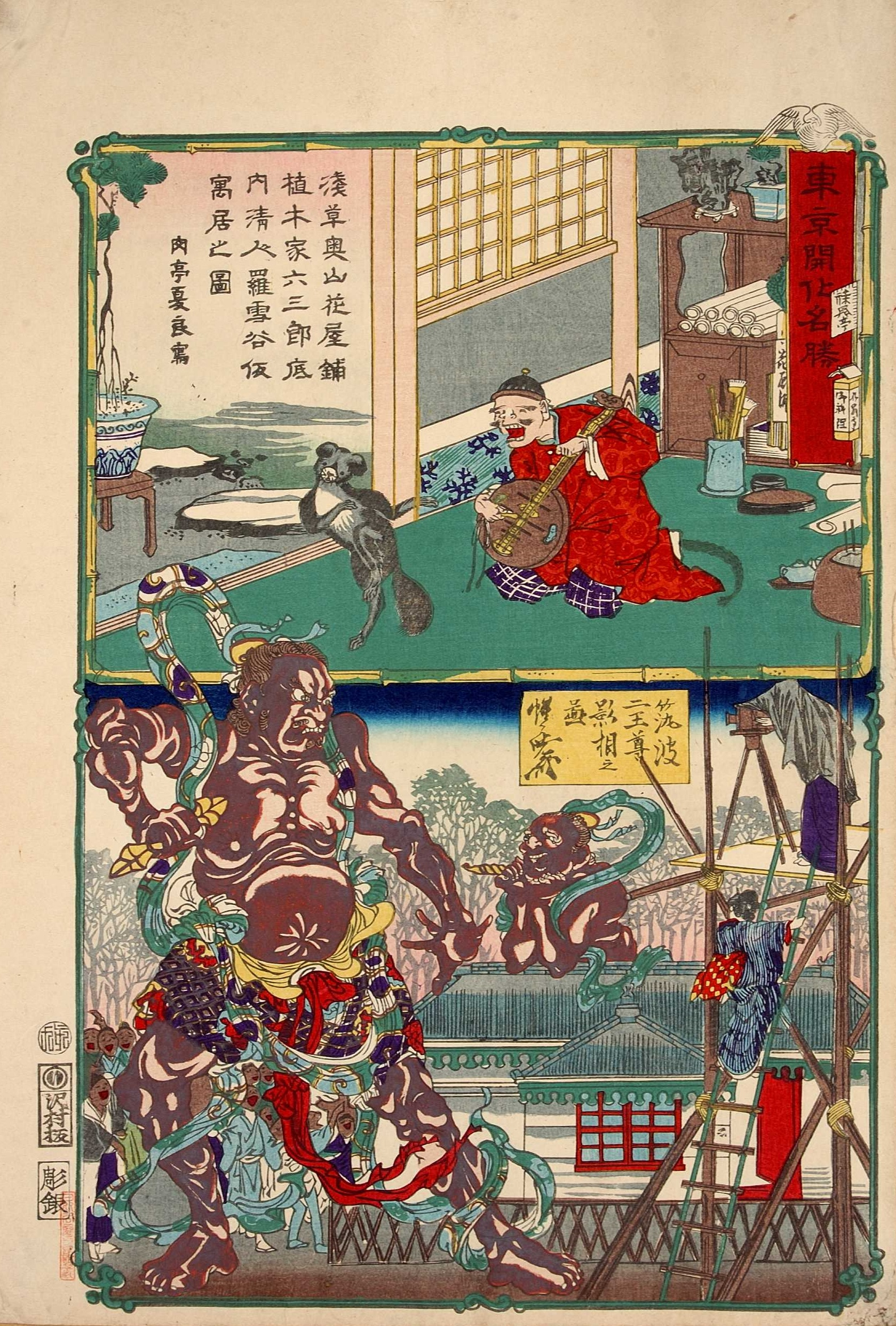
「東京開化名勝」河鍋暁斎との合作 (明治8年)